# 마르셀로 디아스
마르셀로 알폰소 디아스 로하스(스페인어: Marcelo Alfonso Díaz Rojas, 1986년 12월 30일 ~ )는 칠레의 축구 선수이다. 현재 파라과이 프리메라 디비시온의 클루브 리베르타드에서 미드필더로 뛰고 있다.

## 수상

### 클럽
우니베르시다드 데 칠레
- 전기 토너먼트: 2009, 2011, 2012
- 후기 토너먼트: 2011
- 코파 수다메리카나: 2011

바젤
- 스위스 슈퍼리그: 2012-2013, 2013-2014

### 국가대표팀
칠레
- 코파 아메리카 : 우승 (2015), (2016)

### 개인
- 칠레 프리메라 디비시온 올해의 팀: 2011
- 코파 아메리카 베스트 일레븐: (2015)